# فرانشيشك كامينسكي
فرانشيشك فافرزنيك كامينسكي (بالبولندية: Franciszek Wawrzyniec Kamiński)‏ هو ضابط بولندي، ولد في 20 سبتمبر 1902 في Mikułowice, Opatów County ‏ في بولندا، وتوفي في 24 فبراير 2000 في وارسو في بولندا.